# Mahilou
Mahilou ou Mogilev (bielorrusso Магілёў/Mahilëŭ; russo Могилёв/Mogiljow, antiga transcrição alemã Mogilew) é uma cidade na Bielorrússia, no leste do país, próxima à fronteira com a Rússia, às margens do rio Dnieper. É a capital da província de Mahilou.

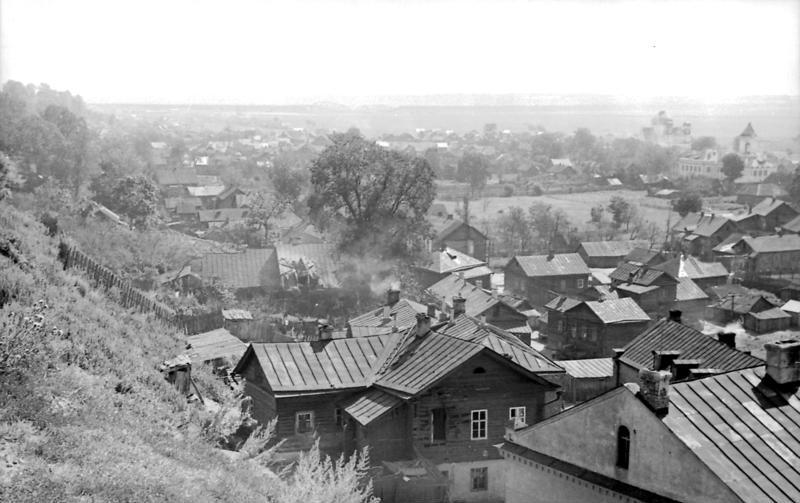
Mahilou, 1941

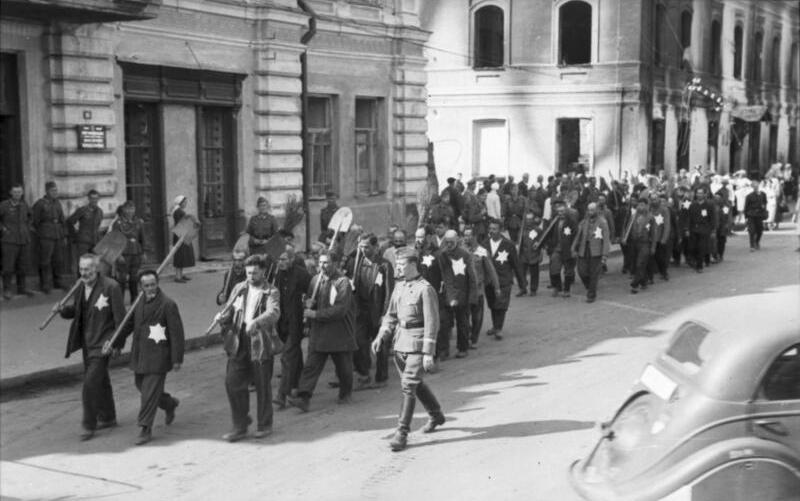
A Wehrmacht vigiando pessoas portando a estrela judaica, em julho de 1941. Fotografia de propaganda nazista em uma rua de Mahilou